# بیبرباخ
بیبرباخ (به آلمانی: Biberbach) یک شهر در آلمان است که در آوگسبورگ واقع شده‌است.